# Callicebus olallae
Il callicebo del Rio Beni o callicebo dei fratelli Ollala (Callicebus olallae Lönnberg, 1939) è un primate platirrino della famiglia dei Pitecidi.
La specie è endemica della Bolivia centro-settentrionale, dove vive nella foresta pluviale lungo il medio corso del Rio Beni: non deve essere confusa con la congenere e piuttosto simile Callicebus modestus, anch'essa chiamata comunemente "callicebo del Rio Beni" e diffusa in un areale più settentrionale.
Si tratta di animali diurni ed arboricoli: di notte cercano rifugio nel folto della vegetazione o nelle cavità dei tronchi d'albero per riposarsi. La lunga coda semiprensile spesso viene intrecciata con quella di altri esemplari (generalmente i compagni) nei momenti di relax. I cuccioli tendono a restare coi genitori anche dopo lo svezzamento, generalmente fino al terzo anno d'età, per poi lasciare il gruppo natio una volta raggiunta la maturità sessuale: essi spesso aiutano il maschio nelle cure parentali. In questa specie (come del resto anche in tutte quelle dei generi Callicebus ed Aotus), infatti, è soprattutto il maschio a prendersi cura dei cuccioli (che nascono generalmente in numero di uno per parto), lasciandoli alla madre solo per la poppata.

Ciascun gruppo delimita un proprio territorio, che solitamente contiene una fonte permanente d'acqua e viene difeso strenuamente da eventuali intrusi conspecifici, mentre animali di altre specie vengono generalmente ignorati, anzi in alcuni casi (ad esempio con le scimmie scoiattolo Saimiri boliviensis) si possono formare gruppi misti.

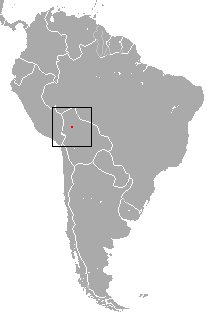

## Status e conservazione
All'interno dell'areale di questa specie si registra perdita di foreste e frammentazione dell'habitat, causata dalla principale attività economica della regione, l'allevamento del bestiame, che gestisce i pascoli utilizzando l’incendio annuale. Il miglioramento della strada potrebbe favorire l'aumento dell'allevamento ed aumentare la pressione venatoria. Si sospetta che la popolazione potrebbe subire un calo dell'80% nelle prossime tre generazioni (circa 27 anni). P. olallae has been listed among the World’s 25 Most Endangered Primates in 2020.